# Jean-Patrick Abouna
Jean-Patrick Abouna (Douala, 1990. szeptember 27. –) kameruni válogatott labdarúgó, jelenleg a Léopards hátvédje.

## Életrajz
2008 és 2009 között az új-zélandi Authentic labdarúgócsapat játékosa. 2009 és 2013 között az kameruni Astres labdarúgócsapat játékosa. 2014 óta a kongói köztársasági Léopards labdarúgócsapat játékosa.

## Fordítás
- Ez a szócikk részben vagy egészben  a   Jean-Patrick Abouna című olasz Wikipédia-szócikk ezen változatának fordításán alapul.  Az eredeti cikk szerkesztőit annak laptörténete sorolja fel. Ez a jelzés csupán a megfogalmazás eredetét és a szerzői jogokat jelzi, nem szolgál a cikkben szereplő információk forrásmegjelöléseként.
- Ez a szócikk részben vagy egészben  a   Jean-Patrick Abouna című angol Wikipédia-szócikk ezen változatának fordításán alapul.  Az eredeti cikk szerkesztőit annak laptörténete sorolja fel. Ez a jelzés csupán a megfogalmazás eredetét és a szerzői jogokat jelzi, nem szolgál a cikkben szereplő információk forrásmegjelöléseként.